# 傑伊·韋瑟里爾
傑伊·韋瑟里爾（英語：Jay Weatherill；1964年4月3日—）是一位澳洲政治家，所屬於澳洲工黨。他曾任南澳洲州長。他出生在阿德萊德，父親也是一位政治家。